# Кысык (порог)
Кысык (башкир. ҡыҫыҡ — «узкий») — порог в Башкортостане на горной реке Зилим. Порог-шивера протяженностью 3-3,5 км. Расположен в 5 км ниже впадения в Зилим его притока — реки Зигазы, в 10 км ниже Карагаевского кордона. Кысык — это место разделения хребтов Баштым и Зильмердак.
Одно из мест, любимых поклонниками водного туризма. Категория сложности — 2, в большую воду — 3. Русло Зилима, имеющего здесь ширину 15—20 м, загромождено огромными валунами, по малой воде требуется проводка судов. В конце порога по правому берегу есть места для стоянок и баня.